# کرکن
کرکن (به آلمانی: Kerken) یک شهر در آلمان است که در Kleve واقع شده‌است. کرکن ۱۲٬۸۵۶ نفر جمعیت دارد.